# デコイNo22
デコイNo22は、1991年から2006年にかけてアホウドリ増殖事業の一環として伊豆諸島の鳥島（東京都）の初寝崎に設置された雌のアホウドリの模型（デコイ）の1つ。バードカービングの第一人者である内山春雄が木型を作り、京都の西尾製作所で作成された。
1997年ごろから、特定の雄アホウドリがこのデコイに対して9年間愛の巣作りと求愛ダンスを繰り返していたことで知られる。発見当時4歳くらいの若鳥だったこの個体は、デコイに求愛していたことから「デコちゃん」と名付けられた。デコちゃんは、抜け落ちた羽根のDNA鑑定から、鳥島生まれではなく、尖閣諸島生まれの個体であることが分かっている。
雌のアホウドリのデコイは他にも92体存在したが、デコちゃんが選ぶのは常にデコイNo22だった。また、別の雄アホウドリがデコイNo22に近付いて求愛ダンスをしたときには威嚇することもあったという。デコイによる新繁殖地形成事業が2005年度で終わったため、2006年春ですべてのデコイの設置を中止することになり、同年5月にデコイNo22を含むデコイが撤去された。アホウドリは一夫一婦制で、一度つがいになると死ぬまで相手を替えないため、「連れ合い」を失ったデコちゃんが今後どのような行動を取るのか、興味がもたれた。
2006年11月から12月に行われた繁殖状況調査にてデコちゃんが雌アホウドリとつがいになっているのが確認された。その様子は2007年4月19日「午後は○○おもいッきりテレビ」にて放送された。その後、そのメスとの間でツガイ形成、ヒナ誕生、給餌行動等が確認された（2008年2月）。
2013年の時点では、デコちゃんは雌アホウドリと順調に繁殖を続けていることが明かされている。
鳥島に設置されていたデコイの一部は、2008年から小笠原群島の聟島で始まったアホウドリのコロニー誘導事業で再利用されるなど、引き続きアホウドリ保護活動に利用されている が、デコイNo22 は鳥島から回収されたのち、2021年より高知県香南市の香我美市民館に展示されている。